# Le Gué-d'Alleré
Le Gué-d'Alleré är en kommun i departementet Charente-Maritime i regionen Nouvelle-Aquitaine i västra Frankrike. Kommunen ligger  i kantonen Courçon som ligger i arrondissementet La Rochelle. År 2022 hade Le Gué-d'Alleré 1 040 invånare.

## Befolkningsutveckling
Antalet invånare i kommunen Le Gué-d'Alleré
Referens:INSEE